# The Civil Surface
The Civil Surface is het derde album van de Britse progressieve rock-band Egg.
Het derde album van Egg is een album dat opgenomen en uitgegeven wordt na een reünie van het drietal. De band was al een aantal jaren uit elkaar, maar had nog een ruime hoebveelheid niet uitgebracht materiaal liggen.

## Tracklist
1. Germ patrol - 8:31 (Brooks, Campbell, Stewart)
2. Windquartet 1 - 2:20 (Brooks, Campbell, Stewart)
3. Enneagram - 9:07 (Brooks, Campbell, Stewart)
4. Prelude - 4:17 (Brooks, Campbell, Stewart)
5. Wring out the ground loosely now - 8:11 (Brooks, Campbell, Stewart)
6. Nearch - 3:22 (Brooks, Campbell, Stewart)
7. Windquartet 2 - 4:48 (Brooks, Campbell, Stewart)

## Bezetting
- Dave Stewart: orgel, piano en basgitaar
- Mont Campbell: basgitaar, zang, hoorn en piano
- Clive Brooks: drums

Gastoptredens:
- Jeremy Baines: Germophone & Bowle (?)
- Lindsay Cooper: hobo, fagot
- Tim Hodgkinson: klarinet
- Amanda Parsons: zang
- Ann Rosenthal: zang
- Barbara Gaskin: zang
- Steve Hillage: gitaar
- Maurice Cambridge: klarinet
- Stephen Solloway: dwarsfluit
- Chris Palmer: fagot